# Comuna Zameatnîțea, Ciîhîrîn
Zameatnîțea (în ucraineană Зам'ятниця) este o comună în raionul Ciîhîrîn, regiunea Cerkasî, Ucraina, formată din satele Demenți și Zameatnîțea (reședința).

## Demografie
Componența lingvistică a comunei Zameatnîțea
     Ucraineană (95,47%)
     Rusă (4,25%)
     Alte limbi (0,28%)
Conform recensământului din 2001, majoritatea populației comunei Zameatnîțea era vorbitoare de ucraineană (95,47%), existând în minoritate și vorbitori de rusă (4,25%).